# Ta’ Xbiex
Ta’ Xbiex IPA: [taʃˈbiːʃ] Málta egyik helyi tanácsa a Marsamxett öböl egy félszigetén Valletta közelében. Lakossága 1846 fő. Neve vagy a tbexbix (napkelte) vagy a xbiek (háló) szóból ered.

## Története
Ta’ Xbiex a 20. század közepéig apró halászfalu volt. A második világháború idején egy ideig a község négy villája volt a parti katonai erők parancsnoksága HMS Gregale néven. 1948-ban karmeliták érkeztek a félszigetre. Csak 1969-ben lett önálló egyházközség. 1994 óta Málta 68 helyi tanácsának egyike.
A város ma a vallettai agglomeráció része, többnyire lakóházakkal, ezen kívül több nagykövetségnek, biztosítótársaságok, számítástechnikai cégek központjainak ad otthont. Látnivalója, nevezetessége gyakorlatilag nincs. Az msidai jachtkikötő egy része is ide tartozik.

## Önkormányzata
Ta' Xbiext öttagú helyi tanács irányítja. 2002-ben a legkevésbé hatékony helyi tanácsnak választották. A jelenlegi, 7. tanács 2013 márciusában lépett hivatalba, 3 munkáspárti és 2 nemzeti párti képviselőből áll.

## Nevezetességei
Az 1979-ben Vallettában megsemmisült zsinagóga helyett itt épült egy új a szigeten élő közel 200 főt számláló zsidó közösség számára. Említésre méltó még a karmeliták által emelt Keresztes Szent János templom (St John of the Cross Parish Church / Knisja San Gwann tas-Salib).
A partról szép kilátás nyílik Vallettára.

## Sport
Sportegyesületei:
- Labdarúgás: Ta' Xbiex Football Club
- Vízisportok: Ta' Xbiex Aquatic Sports Club

## Közlekedése
Autóval elérhető az északkeleti part felé menő főútról. Busszal elérhető Vallettából közvetlenül (15), vagy a határán elhaladó buszok (13, 13A, 14, 16, 21, 22, 25, 35) valamelyikével.